# Yale (Dakota del Sud)
Yale è un centro abitato (town) degli Stati Uniti d'America, situato nella Contea di Beadle nello Stato del Dakota del Sud.  La popolazione era di 108 persone al censimento del 2010.

## Storia
Yale venne fondata verso la fine degli anni 1880, e prende il nome dalla Università di Yale.

## Geografia fisica
Yale è situata a 44°26′00″N 97°59′22″W (44.433414, -97.989416).
Secondo lo United States Census Bureau, ha un'area totale di 0,15 miglia quadrate (0,39 km²).

## Società

### Evoluzione demografica
Secondo il censimento del 2010, c'erano 108 persone.

### Etnie e minoranze straniere
Secondo il censimento del 2010, la composizione etnica della città era formata dal 95,4% di bianchi, lo 0,9% di afroamericani, e il 3,7% di due o più etnie.